# Canterbury United
Canterbury United FC – nowozelandzki klub piłkarski z siedzibą w Christchurch. Klub założony został w 2004 roku i występuje w rozgrywkach New Zealand Football Championship. Spotkania domowe rozgrywa na stadionie English Park.